# ولاد جلال (ولاد ابريه)
ولاد جلال هو دُوَّار يقع بجماعة سيدي الكامل، إقليم سيدي قاسم، جهة الرباط سلا القنيطرة في المملكة المغربية. ينتمي الدوّار لمشيخة ولاد ابريه التي تضم 13 دوار. يقدر عدد سكانه بـ 771 نسمة حسب الإحصاء الرسمي للسكان والسكنى لسنة 2004.

## روابط خارجية
- البوابة الوطنية للجماعات الترابية
- المندوبية السامية للتخطيط